# Vigne de Bécsi kapu tér
La Vigne de Bécsi kapu tér (en hongrois : Bécsi kapu téri szőlőtőke) constituent un monument naturel protégé, situé à Budapest et caractérisé comme d'intérêt local.